# The King (film 2005)
The King è un film del 2005 diretto da James Marsh, presentato nella sezione Un Certain Regard al 58º Festival di Cannes.

## Trama
Elvis Valderez, dopo essere stato congedato dalla Marina Militare, fa ritorno nella città di Corpus Christi, in Texas, dove si mette alla ricerca del padre che non ha mai conosciuto. Ben presto viene a conoscenza che suo padre è David Sandow, pastore battista che si è creato una nuova e rispettabile famiglia e un'immagine che intende difendere ad ogni costo. Rifiutato dal padre, Elvis seduce Malerie, la sua sorellastra, senza che lei conosca la sua vera identità.

## Accoglienza
Il film ha ricevuto in media critiche molto positive. Il critico Premio Pulitzer Roger Ebert ha assegnato al film un punteggio di 3.5 su 4 elogiando soprattutto la costruzione dei personaggi priva di cliché.

## Colonna sonora
1. The mexican whistler – Roger Whittaker
2. Put a little love in it – Ike Reilly
3. La negra tiburcia – Graciela Palafox
4. It's alright to die – Ike Reilly
5. Cold irons bound – Bob Dylan
6. Before the next teardrop falls – Freddy Fender
7. (Hey Won't You Play) Another Somebody Done Somebody Wrong Song – B. J. Thomas
8. Helplessly hoping – Paul Dano
9. My arms belong to Jesus – Tommy Taylor, Paul Dano e Charlie Sexton
10. Sad and beautiful world – Paul Dano
11. The crystal frontier – Calexico
12. There will be peace in the valley for me – Dolly Parton[3]

## Riconoscimenti
- 2006: Gotham Independent Film Awards – Candidatura miglior regista esordiente a James Marsh
- 2006: Philadelphia Film Festival – Migliore regista a James Marsh